# Президентские выборы в Литве (2002—2003)
Президентские выборы в Литве прошли в два тура, 22 декабря 2002 и 5 января 2003 года.

## Кандидаты на участие
Желание участвовать в выборах изъявили двадцать три претендента. Не смогли пройти регистрацию шестеро: 
- Витаутас Кундротас, публицист (независимый кандидат);
- Антанас Мицкявичюс, доктор медицинских наук, доцент Академии медицинскиx наук Литвы (независимый кандидат);
- Ярославас Банявичюс, журналист, редактор, издатель (независимый кандидат);
- Альгимантас Рейчюнас (независимый кандидат);
- Станисловас Бушкевичюс, депутат Сейма («Молодая Литва»);
- Казимерас Уока, политик (Национал-демократическая партия).

## Участники выборов
Для участия в выборах было зарегистрировано 17 кандидатов:
- Валдас Адамкус, действующий президент (независимый кандидат);
- Эугениюс Гентвилас, депутат Клайпедского городского совета (Союз либералов Литвы);
- Альгимантас Матулявичюс, депутат Сейма (независимый кандидат);
- Витянис Повилас Андрюкайтис, депутат Сейма (Социал-демократическая партия Литвы);
- Артурас Паулаускас, Председатель Сейма (Новый союз (социал-либералы));
- Витаутас Бернатонис, президент компании Bervis ir Co (независимый кандидат);
- Казис Бобялис, депутат Сейма (Литовские христианские демократы);
- Кястутис Главяцкас, депутат Сейма (Литовский центристский союз);
- Витаутас Шеренас, телеведущий (независимый кандидат);
- Витаутас Шустаускас, депутат Сейма (Союз свободы Литвы);
- Римантас Дагис, преподаватель Вильнюсского педагогического университета (Социал-демократия 2000);
- Антанас Витаутас Матулявичюс, журналист и телеведущий (независимый кандидат);
- Казимира Дануте Прунскене, депутат Сейма (Союз партий крестьян и Новой демократии);
- Юозас Петрайтис, предприниматель (независимый кандидат);
- Альгирдас Пильвялис, главный редактор газеты «Летувос айдас» (независимый кандидат);
- Роландас Паксас, депутат Сейма (Либерально-демократическач партия Литвы ;
- Юлюс Весялка, депутат Сейма (Народный союз «За исправление Литвы»).

## Предвыборная кампания
Основная борьба развернулась между действующим президентом Литвы Валдасом Адамкусом, независимым кандидатом, и Роландасом Паксасом, бывшим премьер-министром и мэром Вильнюса. Адамкуса поддержали консерваторы. Паксас вёл яркую избирательную кампанию, во время которой использовал имидж профессионального лётчика (в прошлом он чемпион СССР по высшему пилотажу). Так, в предвыборные поездки он летал на вертолёте, которым управлял лично, а однажды пролетел на спортивном самолёте под 8,5-метровым мостом на реке Нярис. По итогам первого тура выборов, состоявшегося 22 декабря, Адамкус набрал более трети голосов, опередив занявшего второе место Паксаса более чем на 15 %. Опросы социологов накануне второго тура предвещали уверенную победу Адамкусу, но неожиданно победу одержал Паксас. Во время предвыборной кампании новый президент делал упор на борьбе с бюрократией и коррупцией, снижении безработицы и вызванного ею оттока молодёжи за рубеж, решении проблем обесценившихся вкладов.

## Результаты
| №  | Кандидат                | Партия                                  | 1-й тур   | %     | 2-й тур   | %     |
| 1  | Роландас Паксас         | Либерально-демократическая партия Литвы | 284 559   | 19,66 | 777 769   | 54,71 |
| 2  | Валдас Адамкус          | независимый                             | 514 154   | 35,53 | 643 870   | 45,29 |
| 3  | Артурас Паулаускас      | Новый союз (социал-либералы)            | 120 238   | 8,31  | —         | —     |
| 4  | Витаутас Шеренас        | независимый                             | 112 215   | 7,75  | —         | —     |
| 5  | Витянис Андрюкайтис     | Литовская социал-демократическая партия | 105 584   | 7,30  | —         | —     |
| 6  | Казимира Прунскене      | Союз партий крестьян и Новой демократии | 72 925    | 5,04  | —         | —     |
| 7  | Юозас Петрайтис         | независимый                             | 54 139    | 3,74  | —         | —     |
| 8  | Эугениюс Гентвилас      | Литовский либеральный союз              | 44 562    | 3,08  | —         | —     |
| 9  | Юлюс Весялка            | Народный союз «За исправление Литвы»    | 32 293    | 2,23  | —         | —     |
| 10 | Альгимантас Матулявичюс | независимый                             | 32 137    | 2,22  | —         | —     |
| 11 | Казис Бобялис           | Литовские христианские демократы        | 27 613    | 1,91  | —         | —     |
| 12 | Витаутас Матулявичюс    | независимый                             | 26 888    | 1,85  | —         | —     |
| 13 | Кястутис Главяцкас      | Литовский центристский союз             | 7 554     | 0,52  | —         | —     |
| 14 | Витаутас Шустаускас     | Союз свободы Литвы                      | 5 372     | 0,37  | —         | —     |
| 15 | Витаутас Бернатонис     | независимый                             | 3 546     | 0,25  | —         | —     |
| 16 | Альгирдас Пильвялис     | независимый                             | 2 074     | 0,14  | —         | —     |
| 17 | Римантас Дагис          | Социал-демократия 2000                  | 1 264     | 0,09  | —         | —     |
|    | Недействительные голоса | Недействительные голоса                 | 19 419    | 1,32  | 14 683    | 0,5   |
|    | Участвовало             | Участвовало                             | 1 466 536 | 53,92 | 1 436 322 | 52,65 |